# Florin Gheorghiu
Florin Gheorghiu (Bucarest, 6 d'abril de 1944), és un jugador d'escacs i professor universitari en llengües estrangeres romanès, que té el títol de Gran Mestre des de 1965.
El seu talent pels escacs li va permetre aconseguir molts èxits primerencs; va esdevenir Mestre Internacional el 1963, i fou el primer Gran Mestre de Romania només dos anys després. Va ser Campió del món júnior (en el tie-break) el 1963, a Vrnjacka Banja.
Al seu país d'origen, eren pocs els que podien rivalitzar amb el seu domini els anys 1960, 70s i 80s. Va guanyar el Campionat de Romania nou vegades (la primera als setze anys) i va representar el seu país en totes les Olimpíades d'escacs celebrades entre 1962 i 1990, jugant primer tauler en deu ocasions.
Gheorghiu va ser també professor de francès a la Universitat de Bucarest i parla a més a més anglès, rus, alemany i castellà.
|  |

## Resultats destacats en competició
Gheorghiu poques vegades va ser considerat un seriós contendent pel títol de campió mundial d'escacs, tot i que va participar regularment en el cicle pel campionat i en altres esdeveniments de prestigi. La seva classificació per quatre Interzonals (eliminatòries del campionat del món) confirmen que tot i que no era tan fort com els jugadors d'elit de l'època, no obstant això, podia competir bé al màxim nivell. En aquests quatre Interzonals, a Petrópolis 1973 hi va acabar 14è, a Manila 1976 hi empatà als llocs 10è-13è, a Riga 1979, als llocs 5è-6è, (no es va classificar per molt poc pels Candidats), i fou dotzè a Moscou 1982.
En el seu millor moment va guanyar nombrosos torneigs del circuit internacional, inclosos el Congrés Internacional de Hastings 1967-68 (amb Hort i Stein), Obert de Reykjavík 1972 (amb Hort i Olafsson), Ourense 1973, Torremolinos 1974 (amb Torre), Lone Pine de 1979 (amb Gligorić, Liberzon i Hort), Novi Sad 1979, Biel 1982 (amb Nunn) i Lenk 1990. També va ser un formidable oponent a l'Obert d'escacs dels Estats Units i hi va acabar primer en tres anys successius el 1979, 1980 (amb Fedorowicz) i 1981 (empatat amb Christiansen i altres tres). El 1978 empatà al primer lloc en la 6a edició del World Open a Filadèlfia, amb 7½ punts de 9 possibles, una classificació que repetiria també els dos anys següents, a les edicions del 1979 i 1980.
Participà en els torneigs per invitació de Montecarlo de 1968 i 1969 (quedà al mig de la taula de classificació en ambdós casos). El 1970 empatà al cinquè lloc (amb Najdorf i Reshevsky al fort torneig de Buenos Aires (el campió fou Bobby Fischer).

### Estil de joc
Gheorghiu és famós pels seus èxits contra la suposadament sòlida defensa Nimzoíndia. La variant que implica un primerenc f3 per les blanques (lligada a la variant Sämisch) es va convertir en la seva marca d'identitat, millorant les partides i la tasca d'investigació que abans d'ell havien fet Lajos Portisch i Gyozo Forintos. El sistema és conegut avui com a variant Gheorghiu en molts manuals d'obertura i ha estat emprat per experts tàctics com ara Aleksei Xírov.

### Partida notable
En aquesta partida Gheorghiu, amb blanques, guanya el futur Campió del món Bobby Fischer a l'olimpíada de l'Havana de 1966. Aquesta fou l'única partida de competició que Fischer va perdre mai contra un jugador més jove que ell mateix.
1.d4 Cf6 2.c4 e6 3.Cc3 Ab4 4.f3 d5 5.a3 Axc3+ 6.bxc3 0-0 7.cxd5 exd5 8.e3 Ch5 9.Dc2 Te8 10.g4 Cf4 11.h4 c5 12.Rf2 Cg6 13.Ad3 Cc6 14.Ce2 Ae6 15.g5 Tc8 16.h5 Cf8 17.g6 fxg6 18.hxg6 h6 19.Db1 Ca5 20.Cf4 c4 21.Ac2 Tc6 22.Ta2 Cd7 23.a4 Cf6 24.Aa3 Dd7 25.Tb2 b6 26.Tb5 Cb7 27.e4 dxe4 28.Axe4 Tcc8 29.Te5 Ag4 30.Cd5 Txe5 31.Cxf6+ gxf6 32.dxe5 Cc5 33.Axc5 Dd2+ 34.Rg3 Axf3 35.Axf3 Txc5 36.Dc1 Dxc1 37.Txc1 Txe5 38.Rf4 Rg7 39.Ae4 h5 40.Td1 Te7 41.Td5 Rh6 42.Td6 Rg7 43.Tc6 h4 44.Txc4 h3 45.Rg3 Rh6 46.Ab1 Te3+ 47.Rh2 Te1 48.Ad3 Te3 49.Th4+ Rg5 50.g7 1–0